# کنیچی کونیشی
کنیچی کونیشی (انگلیسی: Kenichi Konishi; ۲۰ مارس ۱۹۰۹ – ۲۰ مارس ۱۹۸۶) بازیکن هاکی روی چمن اهل ژاپن بود.